# Jaguar R1
Chronologie des modèles (2000)
Aucun Jaguar R2
La Jaguar R1 est la monoplace de Formule 1 engagée par l'écurie Jaguar Racing lors de la saison 2000 de Formule 1. Elle est pilotée par les Britanniques Eddie Irvine et Johnny Herbert. Les pilotes d'essais sont l'Allemand André Lotterer et le Brésilien Luciano Burti. Équipée d'un moteur Ford-Cosworth, la R1 est la première voiture engagée par Jaguar en Formule 1, à la suite du rachat de l'écurie Stewart Grand Prix par Ford. La voiture abandonne à onze reprises, notamment à cause d'une boîte de vitesses et d'un moteur peu fiables.

## Historique

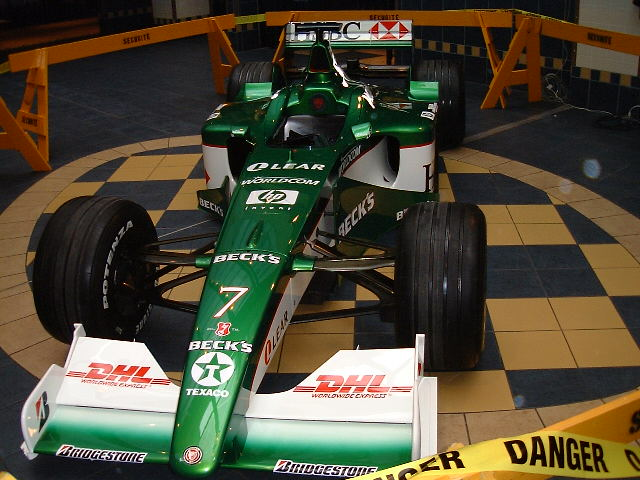
La Jaguar R1 d'Eddie Irvine exposée en marge du Grand Prix du Canada 2000.

La Jaguar R1 commence sa saison par deux doubles-abandons au Grand Prix d'Australie et au Grand Prix du Brésil,. Les courses suivantes n'apportent également aucun point à l'écurie britannique et Gary Anderson, l'ingénieur en chef de la R1, décide de rabaisser le capot moteur et d'installer des déflecteurs sur les pontons de la monoplace pour favoriser l'appui. Ces ajustements, prêts pour le Grand Prix de Monaco, permettent à Eddie Irvine de rapporter les points de la quatrième place tandis que Johnny Herbert termine neuvième.
Après ce coup d'éclat, les Jaguar R1 retrouvent leur place en milieu de classement. Lors du Grand Prix d'Autriche, Eddie Irvine, malade, est remplacé par le pilote essayeur Luciano Burti. Le pilote brésilien, à l'instar de son coéquipier, ne marque aucun point lors de cette course. Irvine termine néanmoins à la sixième place du Grand Prix de clôture en Malaisie.
À la fin de la saison, Jaguar Racing termine neuvième du championnat des constructeurs avec quatre points, tous inscrits par Eddie Irvine, qui se classe à la treizième place du championnat des pilotes. Johnny Herbert quitte la Formule 1 et est remplacé par Luciano Burti pour la saison suivante.

## Résultats en championnat du monde de Formule 1

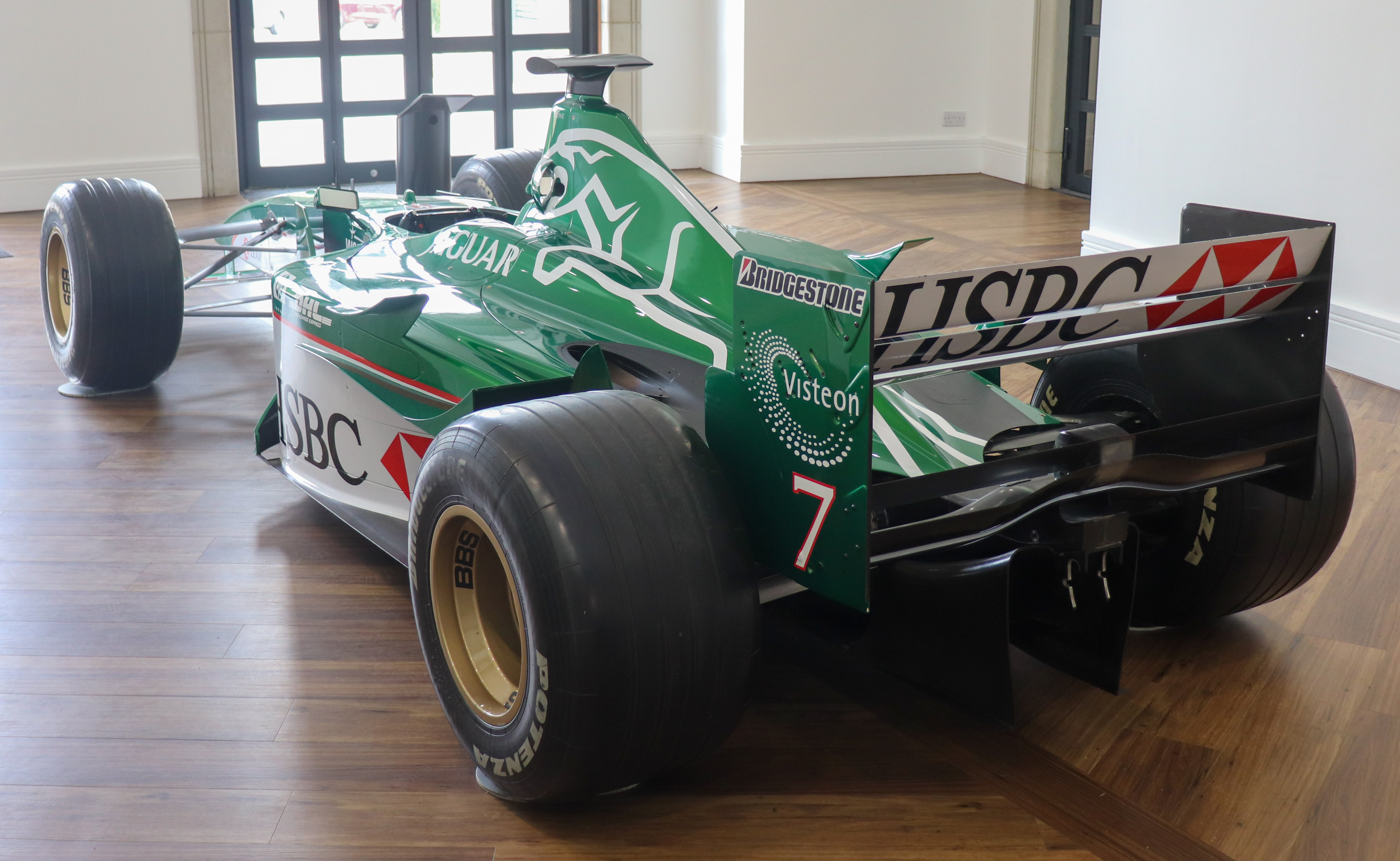
Vue de la Jaguar R1 d'Eddie Irvine.

| Saison | Écurie        | Moteur                 | Pneus       | Pilotes        | Courses | Courses | Courses | Courses | Courses | Courses | Courses | Courses | Courses | Courses | Courses | Courses | Courses | Courses | Courses | Courses | Courses | Points inscrits | Classement |
| Saison | Écurie        | Moteur                 | Pneus       | Pilotes        | 1       | 2       | 3       | 4       | 5       | 6       | 7       | 8       | 9       | 10      | 11      | 12      | 13      | 14      | 15      | 16      | 17      | Points inscrits | Classement |
| ------ | ------------- | ---------------------- | ----------- | -------------- | ------- | ------- | ------- | ------- | ------- | ------- | ------- | ------- | ------- | ------- | ------- | ------- | ------- | ------- | ------- | ------- | ------- | --------------- | ---------- |
| 2000   | Jaguar Racing | Ford-Cosworth CR-2 V10 | Bridgestone |                | AUS     | BRÉ     | SMR     | GBR     | ESP     | EUR     | MON     | CAN     | FRA     | AUT     | ALL     | HON     | BEL     | ITA     | USA     | JAP     | MAL     | 4               | 9e         |
| 2000   | Jaguar Racing | Ford-Cosworth CR-2 V10 | Bridgestone | Eddie Irvine   | Abd     | Abd     | 7e      | 13e     | 11e     | Abd     | 4e      | 13e     | 13e     |         | 10e     | 8e      | 10e     | Abd     | 7e      | 8e      | 6e      | 4               | 9e         |
| 2000   | Jaguar Racing | Ford-Cosworth CR-2 V10 | Bridgestone | Luciano Burti  |         |         |         |         |         |         |         |         |         | 11e     |         |         |         |         |         |         |         | 4               | 9e         |
| 2000   | Jaguar Racing | Ford-Cosworth CR-2 V10 | Bridgestone | Johnny Herbert | Abd     | Abd     | 10e     | 12e     | 13e     | 11e     | 9e      | Abd     | Abd     | 7e      | Abd     | Abd     | 8e      | Abd     | 11e     | 7e      | Abd     | 4               | 9e         |

Légende : ici 